# Садиловаць
44°56′ пн. ш. 15°43′ сх. д. / 44.94° пн. ш. 15.71° сх. д.
Садиловаць (хорв. Sadilovac) — населений пункт у Хорватії, в Карловацькій жупанії у складі громади Раковиця.

## Населення
Населення за даними перепису 2011 року становило 0 осіб.
Динаміка чисельності населення поселення: